# Confetteria Pietro Romanengo fu Stefano
La Confetteria Pietro Romanengo fu Stefano è una confetteria nata nel 1780 a Genova. Nel 1814 fu aperto il primo locale in via Soziglia e negli anni trenta del Novecento un secondo in via Roma. Fa parte dei Locali storici d'Italia.

## Storia
La ditta fu creata nel 1780 da Antonio Maria, un commerciante di spezie e generi coloniali, nato a Voltaggio nel 1751. Due dei suoi quattro figli, Stefano e Francesco iniziarono a specializzarsi nella produzione di frutta candita e confetti. Grazie al successo ottenuto fu aperto un laboratorio e due botteghe. Nel 1850 Stefano Romanengo, che nel frattempo si era separato dal fratello, cedette la ditta al figlio Pietro e da qui nacque la denominazione attuale.
Pietro fu colui che diede carattere all'azienda di famiglia, a lui si deve il logo della colomba con il ramo d'ulivo (auspicio di pace) e la carta blu utilizzata ancora oggi per imballare i prodotti. Fu lui che introdusse nella produzione familiare il cioccolato. La produzione era di qualità così elevata che presto la ditta poté fregiarsi di clienti illustri come la famiglia Doria, la famiglia Grendi, la Duchessa di Galliera, la Duchessa di Parma e Giuseppe Verdi.
Il prestigio era tale che nel 1868 fornì frutti canditi e confetti per le nozze del principe Umberto I e Margherita di Savoia.
L'azienda è passata da padre in figlio sino a giorni nostri. Il negozio storico di via Soziglia è vincolato dalla Soprintendenza per i beni Ambientali e Architettonici.